# 水府橋
水府橋（すいふばし）は、茨城県水戸市にある茨城県道232号市毛水戸線の那珂川に架かる橋である。
水戸市三の丸と同市水府町を結び、初代は国道6号の一部として1932年（昭和7年）3月に造られた。

## 概要
水府橋は、茨城県土木部水戸土木事務所管理の橋梁である。現在開通している水府橋は2代目。

### 初代
1932年（昭和7年）3月、水戸駅前から国道6号に合流するバイパス工事の一環として架橋され、建設当時は世界的な恐慌に見舞われた時代に、1日あたり300人の労働を雇用する人海施工によって僅か1年で完成させた。この当時、全国の自動車保有台数が10万台に満たない時代に、歩道を別に設ける設計がなされていた点で画期的な橋梁構造であった。
水府橋から下流に架けられていた寿橋を経由した国道6号は県道に降格となり、水府橋が国道6号になると、那珂川横断の主要交通路となった水府橋を中心に交通の往来が頻繁になり、それまで交通の要所であった寿橋の自動車や荷馬車、自転車の交通量は軽減していった。国道6号水戸バイパスが1971年（昭和46年）に完成すると、水府橋を経由した国道6号は旧道となり県道市毛水戸線に降格となったが、水戸市中心街へ通じる幹線道路上の橋であることから、その後も交通量は増加していった。
1988年（昭和63年）に日本百名橋に選ばれている。
初代水府橋は新・水府橋開通後に解体されたが、2016年（平成28年）3月30日に後世に伝えるために設置された、橋梁の鉄骨の一部使ったモニュメントが、「茨城県うるおいのあるまちづくり顕彰事業2016」において、グッドデザイン賞を受賞している。
- 橋梁概要
  - 橋長 171 m
  - 支間長 56 m

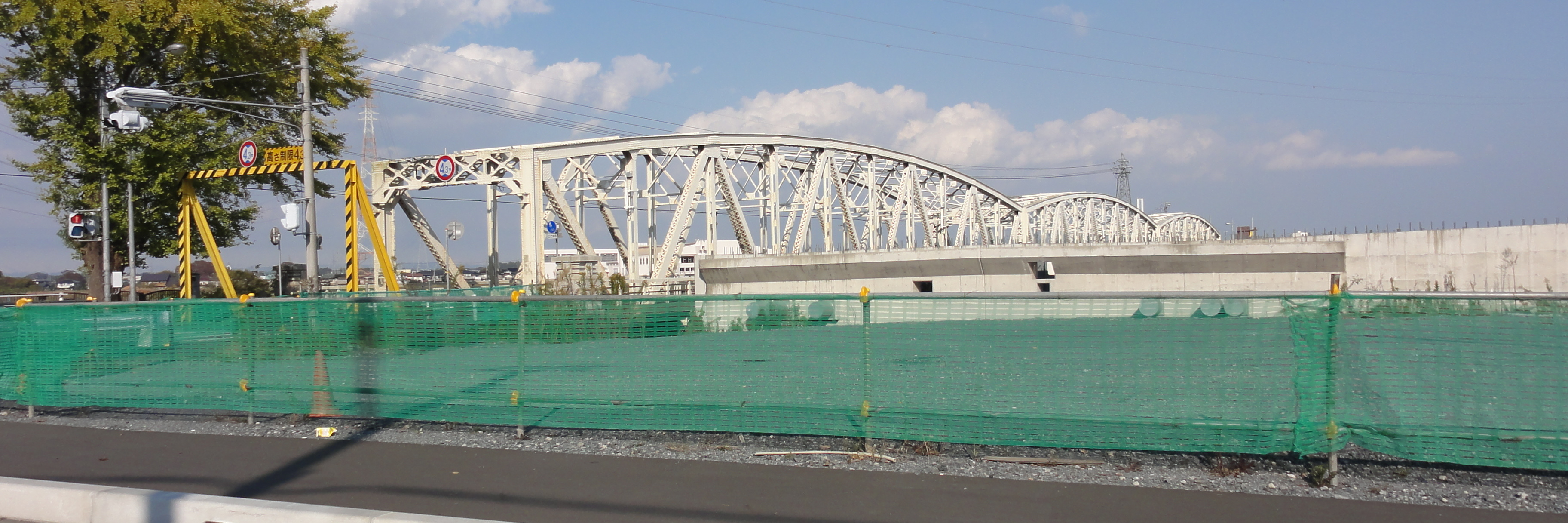
水府橋（初代）

  - 幅員 10.5 m (車道 5.5 m,両側歩道 2.0 m)
  - 車両高さ制限 4.3 m規制
  - 橋梁形式 鉄骨造単純下路トラス三連橋(ワーレン型曲弦トラス3連)

### 二代目
初代橋が80年以上を経て老朽化および交通増大によって幅員不足となっていたこと、1998年（平成10年）8月の那珂川水害を受けて河川改修上の阻害箇所となっていたことから、茨城県では平成15年度から事業化して国土交通省と共に架け替え工事を進め、2013年（平成25年）10月31日に開通した。
- 橋梁概要
  - 橋長 354.5m
  - 支間長 51.9+57.0+72.0+2@60.0+50.9m
  - 幅員 14.5m (車道 6.5m,両側歩道 3.5m)
  - 車両高さ制限 規制なし
  - 橋梁形式 6径間連続非合成鋼箱桁橋
  - 工事費 約50億円

## 歴史
江戸時代、水戸藩は那珂川を渡るために舟渡しを開設した。明治時代、浜路橋を架けたりするが、洪水で流されてしまう。大正時代、鉄橋として初となる寿橋（茨城県道253号水戸枝川線）が架けられた後、上流に水府橋（旧橋）が架けられた。国道6号水戸バイパス・水戸大橋の開通により、水府橋は茨城県道232号市毛水戸線に変更となった。
2013年10月、旧橋の老朽化により、下流側の隣りに新橋（二代目）への架け替え工事が竣工し開通している。